# Claudia Grunwald

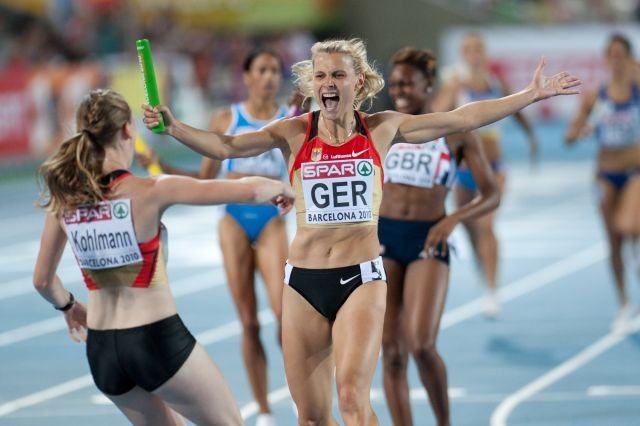
Claudia Grunwald bei den Europameisterschaften 2010

Claudia Grunwald, geborene Claudia Hoffmann (* 10. Dezember 1982 in Nauen), ist eine ehemalige deutsche Leichtathletin, welche sich auf den 400-Meter-Lauf und den 800-Meter-Lauf spezialisiert hatte.

## Leben

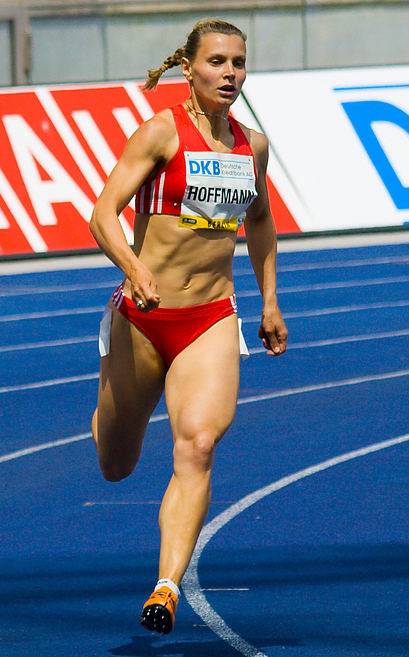
Claudia Grunwald beim ISTAF 2008

Die 400-Meter-Läuferin war 2001 Vierte der Junioreneuropameisterschaften im Einzel und Zweite mit der Staffel. 2002 wurde sie Deutsche Juniorenmeisterin, und 2003 wurde sie Sechste der U23-Europameisterschaften im Einzelwettbewerb und holte Bronze mit der Staffel.
Bei den Weltmeisterschaften 2005 in Helsinki belegte sie mit der deutschen 4-mal-400-Meter-Staffel den sechsten, bei den Europameisterschaften 2006 in Göteborg den fünften Platz. Bei den Olympischen Spielen 2008 in Peking wurde sie nach der Dopingdisqualifikation der Russinnen sowie Weißrussinnen mit der Staffel Sechste und bei den Weltmeisterschaften 2009 in Berlin erreichte sie mit ihren Staffelkolleginnen Platz fünf. Bei den Europameisterschaften 2010 in Barcelona gewann sie als Schlussläuferin der deutschen 4-mal-400-Meter-Staffel Silber zusammen mit Esther Cremer, Janin Lindenberg und Fabienne Kohlmann. Da später auch die russische Staffel dieser EM wegen Dopings disqualifiziert wurde, wurden die deutschen Läuferinnen nachträglich zu Europameisterinnen erklärt.
In den Jahren 2005, 2006, 2007 und 2008 wurde sie Deutsche Meisterin im 400-Meter-Lauf, 2006, 2007 und 2009 zusätzlich Meisterin in der Halle. Mit ihrer Bestzeit von 51,65 s war sie allerdings nicht in der Lage, sich für internationale Ereignisse auf Weltniveau im Einzel zu qualifizieren und auch bei den Europameisterschaften 2006 war das Halbfinale Endstation. In 2009 versuchte sie deshalb, auf die 800-Meter-Strecke zu wechseln, konnte aber lediglich eine Bronzemedaille bei den Deutschen Meisterschaften gewinnen, die Normerfüllung für die Weltmeisterschaften gelang ihr nicht. Jedoch wurde sie zusammen mit Elina und Diana Sujew 2010 Deutsche Meisterin mit der 3-mal-800-Meter-Staffel. Im Jahr 2012 beendete sie ihre Sportkarriere.
Claudia Grunwald startete für den Sportverein SC Potsdam und trainierte bei Frank Möller. Bei einer Größe von 1,71 m hatte sie ein Wettkampfgewicht von 62 kg. Zu ihrer aktiven Zeit war sie hauptberuflich Sportsoldatin. Im Wintersemester 2009/2010 hat sie ein Fernstudium im Fachbereich Sportmanagement aufgenommen. Seit September 2011 ist sie verheiratet.

## Persönliche Bestleistungen
- 400 m: 51,65 s, 5. Juni 2010 in Regensburg
  - Halle: 52,02 s, 25. Februar 2006 in Karlsruhe
- 800 m: 2:01,18 min, 26. Juni 2010 in Bochum